# John Ikenberry
John Ikenberry (5 ottobre 1954) è un politologo statunitense.
È un teorico delle relazioni internazionali e della politica estera degli Stati Uniti ed è professore alla Princeton University.

## Carriera
Dopo essersi laureato al Manchester College e aver conseguito il dottorato di ricerca presso l'Università di Chicago, J. Ikenberry divenne assistente professore a Princeton, dove rimase fino al 1992. Si è poi trasferito alla University of Pennsylvania, dove ha insegnato dal 1993 al 1999, come co-direttore dell'Istituto Lauder 1994-1998. Nel 2001, si trasferisce alla Georgetown University, diventando il professore di Geopolitica e giustizia globale nel Edmund A. Walsh School of Foreign Service. Tornò a Princeton nel 2004, diventando Professore di politica e affari internazionali.
Ikenberry ha svolto anche incarichi professionali presso l'Alta Scuola di Economia e Relazioni Internazionali (ASERI) dell'Università Cattolica del Sacro Cuore.